# Agence européenne pour la gestion opérationnelle des systèmes d'information à grande échelle au sein de l'espace de liberté, de sécurité et de justice
L’Agence européenne pour la gestion opérationnelle des systèmes d'information à grande échelle au sein de l'espace de liberté, de sécurité et de justice, abrégée eu-LISA, est une agence de l'Union européenne qui gère le suivi par empreinte digitale des demandeurs d'asile dans l'Union européenne.

## Localisations
L'agence a son siège à Tallinn en Estonie, son centre opérationnel à Strasbourg en France, et un site de secours à Sankt Johann im Pongau en Autriche.
Le site strasbourgeois situé au sud de la ville a été créé en 1995 et est régulièrement en extension,. Le but est de pouvoir accueillir un centre de données en croissance en raison de l'extension des bases de données. Eu-LISA, en vue de l'élargissement de ses compétences, prendra en compte les fichés S et a pris quartier depuis 2024 sur un deuxième site dans une tour du quartier européen de Strasbourg pour mener à bien ses missions. 

## Fonctionnement
L'agence opérationnelle depuis 2012 gère trois bases de données en partage pour les pays de l'espace Schengen, afin d'assurer la circulation des personnes :
- le système d'information sur les visas (VIS)
- le système d'information Schengen (SIS II)
- Eurodac (données sur les demandeurs d'asile et personnes en séjour irrégulier)[4]

Trois autres bases de données se sont ajoutées :
- ETIAS (équivalent de l'ESTA américain, sera opérationnel en 2024)
- le fichier des non ressortissants d'un pays membre de l'espace Schengen (Entry-Exit System)
- le système informatisé d'échanges d'informations sur les casiers judiciaires (ECRIS)

Pour ces opérations, l'organisme a 2500 ordinateurs à disposition, et de 13 petabytes. Les bases de données archivent les empreintes digitales des demandeurs et demandeuses d’asile mais aussi les demandes de visa ou les alertes de personnes portées disparues.
Le budget de l'agence s'élève en 2024 à 260 millions d’euros.

## Sources
1. ↑  « Data Center eu-LISA », sur SERS (consulté le 5 octobre 2020)
2. ↑  « Site de stockage de données EU-Lisa. Le cœur numérique de Schengen va s’agrandir à Strasbourg », sur www.dna.fr (consulté le 5 octobre 2020)
3. 1 2 3  Camille Balzinger (Rue89 Strasbourg), « À Strasbourg, l’Europe intensifie discrètement le fichage des migrants », sur Mediapart, 5 mars 2024 (consulté le 5 mars 2024)
4. ↑  « Le coeur de la sécurité européenne se trouve à Strasbourg », sur France 3 Grand Est (consulté le 5 octobre 2020)